# 维也纳中央公墓
维也纳中央公墓（德語：Wiener Zentralfriedhof），坐落于维也纳第十一區。它设立于1874年，是维也纳现存的最大墓地。它有约330,000个墓穴，在过去的百余年中埋葬了诸多知名人士，尤其是古典音乐艺术家。如舒伯特，贝多芬，布拉姆斯，勋伯格等。

## 景點
- 莫扎特紀念碑
- 貝多芬墓
- 舒伯特墓
- 施特勞斯墓